# Mary Ruiz
María Ruiz (Madrid, 5 de noviembre de 1980) es una presentadora, actriz y modelo española. Ha trabajado como colaboradora en El intermedio: International Edition de La Sexta, presentado por Dani Mateo. También ha desarrollado su actividad profesional en Yu, no te pierdas nada, espacio radiofónico de Los 40 Principales y en el programa 90 minuti en Real Madrid TV HD. Asimismo, es conocida como Queen Mary en la Red Bull, batalla de los gallos, donde realiza la labor de host.

## Trayectoria
En 2013 entra a formar parte del equipo de El intermedio: International Edition, presentado por Dani Mateo, en el que se encarga de las noticias del continente americano. Ese mismo año también colabora como locutora del programa de Radio 3 Alma de León, presentado por Miguel Camaño, y presenta un programa de música en línea, titulado Gente UMO (Urban Music On Line). Fruto de su participación en El intermedio: International Edition, recibe un galardón ese mismo año como rostro revelación otorgado por la revista La Cazuela, "Premio a la más dulce".
En 2014 comienza a trabajar en Yu, no te pierdas nada, en Los 40, junto a Dani Mateo, Iñaki Urrutia, David Broncano, Yonyi Arenas y Cristina Pedroche. En marzo de este mismo año, presenta su primer largometraje, La sangre de Wendy, dirigida por Samuel Gutiérrez y donde interpreta al personaje de Elsa. Además ha aparecido en el corto Thalion de Diego Arjona y la película Embarazados de Juana Macías.
En 2016 comienza su papel como host de la Red Bull, batalla de los gallos, en la semifinal regional de Madrid, siendo apodada por el presentador Mbaka Oko como Queen Mary. Fue reportera en 90 minuti de Real Madrid TV HD.
En 2020, durante la baja por maternidad de Elisa Mouliaá, la sustituyó presentando TVEmos en La 1 de TVE.
Fue host en la RedBull Internacional 2020 República Dominicana.

## Premios
- Premio a "La más dulce" por la revista La Cazuela.